# Impatiens ambanizanensis
Impatiens ambanizanensis är en balsaminväxtart som beskrevs av Fischer och Raheliv. Impatiens ambanizanensis ingår i släktet balsaminer, och familjen balsaminväxter. Inga underarter finns listade i Catalogue of Life.